# 날짜
날짜(문화어: 날자)는 역법계에서 표현하는 특정한 날을 가리키는 날이다. 일자(日字)라고도 한다. 달력 시스템 내에서 표현되어 특정 날을 명확하게 식별할 수 있게 한다. 날짜 간에 간단한 수학 연산을 수행할 수 있다. 일반적으로 두 날짜 사이의 일수를 계산할 수 있으며, 예를 들어 "7월 2025 25일"은 "7월 2025 15일"로부터 10일 뒤이다. 특정 사건의 날짜는 기록에 사용된 시간대에 따라 달라진다. 예를 들어, 1941년 12월 7일 하와이 현지 시각(HST) 오전 7시 48분에 시작된 진주만 공습은 일본 표준시(JST) 12월 8일 오전 3시 18분에 발생한 것으로 동일하게 기록된다.
특정 날은 사용되는 달력에 따라 다른 명목상의 날짜로 지정될 수 있다. 전 세계적으로 날짜를 기록하는 사실상 표준은 그레고리력이며, 이는 세계에서 가장 널리 사용되는 민간력이다. 많은 문화권에서는 그레고리력(서방 기독교, AD), 율리우스력(동방 기독교, AD), 히브리력(유대교, AM), 이슬람력(이슬람교, AH) 또는 전 세계에서 사용되는 많은 달력 중 다른 종교 달력을 사용한다. 재위년 (군주의 재위 시작 이후의 연도로 날짜를 기록하는 달력) 또한 특정 목적을 위해 일부 지역에서 사용된다.
대부분의 달력 시스템에서 날짜는 월의 (번호가 매겨진) 날, 달 (시간), 그리고 (번호가 매겨진) 년의 세 부분으로 구성된다. 또한 칠요와 같은 추가 부분이 있을 수도 있다. 연도는 기원이라고 불리는 특정 시작점으로부터 세어지며, 연대는 그 기원 이후의 시간 범위를 나타낸다. 연도가 없는 날짜도 날짜 또는 달력 날짜라고 불릴 수 있다(예: "2025 7월 28" 대신 "7월 28"). 이 경우 이는 현재 연도의 약어이거나, 5월 31일의 생일이나 12월 25일의 크리스마스와 같은 연례 행사의 날짜를 정의한다.

## 날짜 형식

일-월-년
년-월-일
월-일-년
월일년, 일월년 및 년월일

날짜 구성 요소의 순서가 다른 다양한 날짜 형식이 사용된다. 이러한 변형은 2006년 5월 31일의 샘플 날짜를 사용한다. (예: 31/05/2006, 05/31/2006, 2006/05/31), 구성 요소 구분자 (예: 31.05.2006, 31/05/2006, 31-05-2006), 선행 0 포함 여부 (예: 31/5/2006 대 31/05/2006), 연도의 네 자리를 모두 작성하는지 여부 (예: 31.05.2006 대 31.05.06), 그리고 월이 아라비아 숫자 또는 로마 숫자 또는 이름으로 표시되는지 여부 (예: 31.05.2006, 31.V.2006 대 31 May 2006)가 다르다.

### 그레고리력, 일–월–년 (DMY)

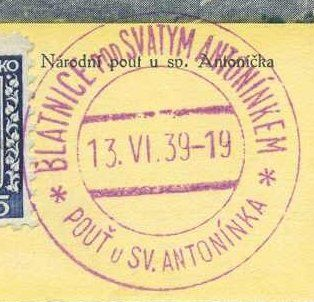
1939년 6월 13일자 체코슬로바키아 우편 소인

이 리틀 엔디언 순서는 전 세계 대다수가 사용하며, 유엔에서 공식 문서에 전체 날짜 형식을 작성할 때 선호하는 형식이다. 이 날짜 형식은 서양 종교 및 법률 문서에서 날짜를 "[월]의 N번째 날, 주님의 해 [년]"으로 작성하던 관습에서 유래했다. 이 형식은 시간이 지남에 따라 단축되었지만 요소의 순서는 일정하게 유지되었다. 다음 예시는 2006년 11월 9일 날짜를 사용한다. (2000-2009년의 경우, 두 자리 연도가 1900-1909년 또는 다른 유사한 연도를 의미하지 않도록 주의해야 한다.) 점은 서수 점의 기능을 한다.
- "9 November 2006" 또는 "9. November 2006" (후자는 독일어권 지역에서 흔함)
- 9/11/2006 또는 09/11/2006
- 09.11.2006 또는 9.11.2006
- 9. 11. 2006
- 9-11-2006 또는 09-11-2006
- 09-Nov-2006
- 09Nov06 – 미국을 포함하여 문장 부호를 생략하여 공간을 절약해야 할 때 사용된다(인터넷 뉴스 기사의 날짜줄에서 자주 볼 수 있다).
- [The] 9th [of] November 2006 – 'The'와 'of'는 자주 말하지만 법률 문서와 같은 가장 공식적인 글쓰기를 제외하고는 일반적으로 생략된다.
- 09/Nov/2006 – 커먼 로그 포맷(Common Log Format)에서 사용됨
- Thursday, 9 November 2006
- 9/xi/06, 9.xi.06, 9-xi.06, 9/xi-06, 9.XI.2006, 9. XI. 2006 또는 9 XI 2006 (월에 로마 숫자 사용) – 과거에는 월과 날을 구분하는 일반적이고 전형적인 방법이었고 많은 나라에서 널리 사용되었지만, 최근에는 로마 숫자 사용의 일반적인 감소로 인해 이러한 관행이 영향을 받았다. 이는 일반적으로 필기에만 국한되며 인쇄물에는 적용되지 않는다. 여러 학교 및 대학과 관련이 있다. 또한 바티칸에서는 로마 신의 이름을 딴 달 대신 대안으로 사용되었다. 캐나다 우편 소인에는 월의 이중 언어 형태로 사용된다. 소련에서도 필기 및 인쇄물 모두에서 흔히 사용되었다.
- 9 November 2006 공통 기원 또는 9 November 2006 서력 기원

### 그레고리력, 년–월–일 (YMD)
이 형식에서는 가장 중요한 데이터 항목이 덜 중요한 데이터 항목보다 먼저 기록된다. 즉, 월보다 연도가 먼저, 일보다 월이 먼저 기록된다. 이는 가장 높은 자릿수에서 가장 낮은 자릿수로 진행되는 힌두-아라비아 숫자 체계의 빅 엔디언 방식과 일치한다. 즉, 이 형식을 사용하면 텍스트 순서와 시간 순서가 동일하다. 이 형식은 동아시아, 이란, 리투아니아, 헝가리, 스웨덴에서 표준이며, 다른 일부 국가에서도 제한적으로 사용된다.
2003년 11월 9일의 예시:
- 2003-11-09: 표준 인터넷 날짜/시간 형식,[2] 국제 표준 ISO 8601의 프로필은 날짜 구성 요소를 이와 같이 정렬하며, 컴퓨터로 쉽게 읽고 정렬할 수 있도록 1996-05-01과 같이 선행 0을 사용한다. RFC 3339에서 UTC와 함께 사용된다. 이 형식은 특정 아시아 국가, 주로 동아시아 국가와 일부 유럽 국가에서도 선호된다. 빅 엔디언 규칙은 캐나다에서도 자주 사용되지만, 세 가지 규칙 모두 사용된다(캐나다 은행 수표에서는 세 가지 엔디언 방식과 미국 MMDDYYYY 형식이 모두 허용되며, 수표의 레이아웃이 어떤 스타일이 사용되는지 명확히 해야 한다).[3]
- 2003 November 9
- 2003Nov9 또는 2003Nov09
- 2003-Nov-9 또는 2003-Nov-09
- 2003-Nov-9, Sunday
- 2003. november 9. – 헝가리의 공식 형식으로, 연도와 일 다음에 점이 오고, 월 이름은 소문자로 시작한다. 다음과 같은 짧은 형식도 사용할 수 있다: 2003. nov. 9., 2003. 11. 9., 2003. XI. 9.
- 2003.11.9 마침표를 사용하고 선행 0이 없으며, 중화인민공화국에서 흔하다.
- 2003.11.09
- 2003/11/09 빗금을 사용하고 선행 0이 있으며, 일본의 인터넷에서 흔하다.
- 2003/11/9
- 03/11/09
- 20031109 : ISO 8601의 "기본 형식" 프로필로, 8자리 숫자로 단조 날짜 코드를 제공하며, 컴퓨팅에서 흔히 사용되며 날짜가 붙은 컴퓨터 파일 이름에서 점점 더 많이 사용된다. RFC 5545에 정의된 표준 아이캘린더 파일 형식에서 사용된다. ISO 8601 "기본 형식"의 큰 장점은 간단한 텍스트 정렬이 날짜별 정렬과 동일하다는 것이다.

또한 보편적인 빅 엔디언 형식 시계 시간으로도 확장된다: 2003 November 9, 18h 14m 12s, 또는 2003/11/9/18:14:12 또는 (ISO 8601) 2003-11-09T18:14:12.

### 그레고리력, 월–일–년 (MDY)
이 순서는 주로 필리핀과 미국에서 사용된다. 캐나다에서도 다양한 정도로 사용된다(그러나 퀘벡주에서는 절대 사용되지 않는다). 이 날짜 형식은 20세기 중반까지 영국에서 리틀 엔디언 형식과 함께 흔히 사용되었으며, 런던 가제트와 타임스와 같은 구식 및 현대 인쇄 매체 모두에서 찾아볼 수 있다. 이 형식은 과거 많은 영국 식민지의 여러 영어 인쇄 매체에서도 흔히 사용되었으며, 20세기 중반까지 인도 제국 시대 인도에서 흔히 사용된 두 가지 형식 중 하나이기도 했다.
- Thursday, November 9, 2006
- November 9, 2006
- Nov 9, 2006
- Nov-9-2006
- Nov-09-2006
- 11/9/2006 또는 11/09/2006
- 11-09-2006 또는 11-9-2006
- 11.09.2006 또는 11.9.2006
- 11.09.06
- 11/09/06

최신 스타일 가이드는 날짜 뒤에 달이 오는 경우(July 4 또는 July 4, 2024) 서수(예: 1st, 2nd, 3rd, 4th) 형식의 숫자를 사용하지 않도록 권장하며, 해당 형식은 ISO 표준에 포함되지 않는다. 서수는 과거에 흔히 사용되었으며 여전히 때때로 사용된다([the] 4th [of] July 또는 July 4th).

### 그레고리력, 년–일–월 (YDM)
이 날짜 형식은 카자흐스탄, 라트비아, 네팔, 투르크메니스탄에서 사용된다. 정부 기관의 공식 날짜 기록 규칙에 따르면, 카자흐어로 된 긴 날짜 형식은 년-일-월 순서로 작성된다. 예: 2006 5 April (카자흐어: 2006 жылғы 05 сәуір). 그러나 라트비아와 카자흐스탄 모두 모든 숫자 날짜에 일-월-년 형식(DD.MM.YYYY 또는 DD/MM/YYYY)을 사용한다.

### 표준
날짜 형식을 지정하는 여러 표준이 있다.
- ISO 8601 데이터 요소 및 교환 형식 – 정보 교환 – 날짜 및 시간 표현은 YYYY-MM-DD를 지정한다(구분자는 선택 사항이지만 하이픈만 사용할 수 있음). 여기서 모든 값은 고정 길이 숫자이지만, YYYY-DDD도 허용하며, DDD는 연도 내의 일련 번호이다. 예: 2001-365.[11]
- RFC 3339 인터넷 날짜 및 시간: 타임스탬프는 YYYY-MM-DD를 지정한다. 즉, ISO 8601에서 허용하는 옵션의 특정 하위 집합이다.[12]
- RFC 5322 인터넷 메시지 형식은 일, 월, 년을 지정한다. 여기서 일은 한 자리 또는 두 자리 숫자이고, 월은 세 글자 월 약어이며, 년은 네 자리 숫자이다.[13]

### 어려움

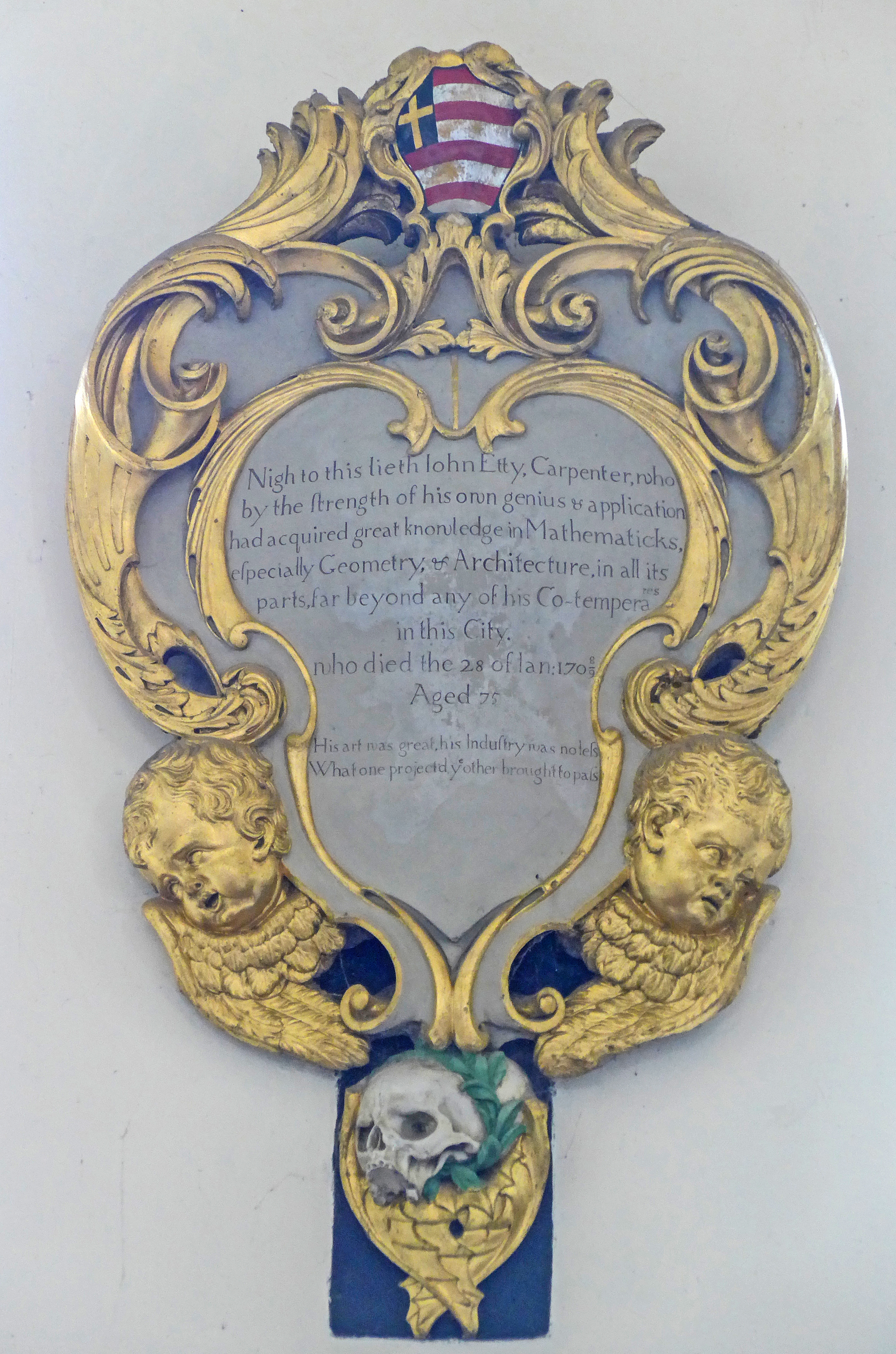
올 세인츠 교회, 노스 스트리트, 요크에 있는 존 에티 기념 명판, 그의 사망 날짜를 "28 of Jan: "로 기록하기 위해 이중 날짜 표기법 사용

많은 숫자 형식은 국제 통신에서 혼란을 야기할 수 있으며, 특히 연도를 마지막 두 자리로 줄여 사용할 때 문맥이 없는 경우 더욱 그렇다. 예를 들어, "07/08/06"은 2006년 8월 7일 또는 2006년 7월 8일(또는 1906년, 또는 어떤 세기의 여섯 번째 해), 또는 2007년 8월 6일을 의미할 수 있다.
ISO 8601의 YYYY-MM-DD 날짜 형식은 국제 표준과 마찬가지로, 국가 간 모호성을 줄이고 기계 처리를 단순화하는 등의 이유로 많은 응용 분야에서 채택되었다.
초기 미국 연방 정보 처리 표준은 두 자리 연도를 권장했다. 이것은 이제 2000년 문제 때문에 매우 문제가 있는 것으로 널리 인식되고 있다. 일부 미국 정부 기관은 이제 네 자리 연도를 가진 ISO 8601을 사용한다.
하나의 달력 또는 날짜 표기법에서 다른 것으로 전환할 때, 두 스타일을 모두 포함하는 형식이 개발될 수 있다. 예를 들어 율리우스력에서 그레고리력으로 전환할 때의 구력과 신력과 같다.

## 순서 정렬의 장점
ISO 8601 날짜 형식을 사용하는 장점 중 하나는 모든 날짜가 동일한 시간대에 있다고 가정할 때, 표현의 사전적 순서(ASCII 알파벳순)가 날짜의 시간 순서와 동일하다는 것이다. 따라서 날짜는 간단한 문자열 비교 알고리즘으로 정렬할 수 있으며, 실제로 모든 왼쪽에서 오른쪽으로의 데이터 정렬 방식으로도 가능하다. 예를 들어:
```
2003-02-28 (2003년 2월 28일)은
2006-03-01 (2006년 3월 1일)보다 먼저 정렬되며, 이는
2015-01-30 (2015년 1월 30일)보다 먼저 정렬된다.
```

YYYY-MM-DD 레이아웃은 이를 제공할 수 있는 유일한 공통 형식이다. 다른 날짜 표현을 정렬하려면 날짜 문자열의 일부 구문 분석이 필요하다. 이는 날짜 뒤에 24시간 형식의 시간이 포함되어 있고 모든 시간이 동일한 시간대에 있는 것으로 이해될 때도 작동한다.
ISO 8601은 간결하고 사람이 읽을 수 있으면서도 쉽게 계산 가능하고 모호하지 않은 날짜가 필요한 곳에 널리 사용되지만, 많은 응용 프로그램은 날짜를 내부적으로 유닉스 시간으로 저장하고 표시를 위해서만 ISO 8601로 변환한다. 모든 최신 컴퓨터 운영체제는 파일 제목 외부에 파일의 날짜 정보를 유지하여 사용자가 선호하는 형식을 선택하고 파일 이름과 상관없이 정렬할 수 있도록 한다.

## 특수 용도

### 날짜 및 연도만
미국 군대는 때때로 "율리우스 날짜 형식"으로 알려진 시스템을 사용하는데, 이는 연도와 365일 중 실제 날을 나타낸다(따라서 월 지정은 필요하지 않다). 예를 들어, "1999년 12월 11일"은 1999년의 345번째 날을 의미하여 "1999345" 또는 "99345"로 작성될 수 있다. 이 시스템은 미국 군수에서 가장 자주 사용되는데, 이는 예상 운송 및 도착 날짜 계산 과정을 단순화하기 때문이다. 예를 들어, 탱크 엔진이 미국에서 대한민국으로 해상 운송하는 데 약 35일이 걸린다고 가정하자. 엔진이 06104(2006년 4월 14일 금요일)에 발송되면 06139(5월 19일 금요일)에 도착해야 한다. 미국 군대 및 미국 국세청을 포함한 일부 미국 정부 기관 외에서는 이 형식을 "서수 날짜"라고 부르지 않고 "율리우스 날짜"라고 부른다.
이러한 서수 날짜 형식은 많은 컴퓨터 프로그램(특히 메인프레임 시스템용)에서도 사용된다. 세 자리 율리우스 일련 번호를 사용하면 두 자리 월과 두 자리 일을 사용하는 것보다 한 바이트의 컴퓨터 저장 공간을 절약할 수 있다. 예를 들어, "1월 17일"은 율리우스력으로 017이지만, 월-일 형식으로는 0117이다. OS/390 또는 그 후속작인 Z/OS는 대부분의 작업에서 날짜를 yy.ddd 형식으로 표시한다.
유닉스 시간은 유닉스 기원(1970-01-01) 이후의 시간을 초 단위 숫자로 저장한다.
또 다른 "서수" 날짜 시스템(날짜가 하루 지날 때마다 값이 1씩 증가한다는 의미에서 "서수"임)은 천문 계산 및 참조에 널리 사용되며, 이 "물류" 시스템과 동일한 이름을 사용한다. 연중 시기에 관계없이 기간 표현의 연속성은 두 전문가 그룹 모두에게 매우 유용하다. 천문학자들은 자신들의 시스템 또한 "율리우스 날짜" 시스템이라고 설명한다.

### 주 번호 사용
유럽의 기업들은 종종 계획 목적으로 연도, 주 번호, 요일을 사용한다. 따라서 예를 들어, 프로젝트의 이벤트는 w43(43주차) 또는 w43-1(월요일, 43주차)에 발생할 수 있으며, 연도를 나타내야 하는 경우 w0643(2006년 43주차, 즉 2006년 10월 23일 월요일~10월 29일 일요일)에 발생할 수 있다.
ISO 주차 날짜는 52주 또는 53주로 구성된다. 이는 일반적인 그레고리력의 365일 또는 366일 대신 364일 또는 371일이다. 이 53주년은 1월 1일이 목요일인 모든 연도와 1월 1일이 수요일인 윤년에 발생한다. 추가 주는 '윤주'라고도 불리지만, ISO 8601에서는 이 용어를 사용하지 않는다.

### 구어체 영어로 날짜 표현
북미 외 영어권(주로 영미권 유럽 및 일부 오스트랄라시아 국가)에서는 전체 날짜를 1941년 12월 7일 (또는 1941년 12월 7일)로 쓰고 "the seventh of December, nineteen forty-one"("the"와 "of"의 매우 흔한 용법)으로 말하며, 때때로 December 7, 1941("December the seventh, nineteen forty-one")을 사용하기도 한다. 그러나 대부분의 유럽 대륙 용법과 마찬가지로 모든 숫자 날짜는 항상 dd/mm/yyyy 순서로 정렬된다.
캐나다와 미국에서는 일반적인 서면 형식은 December 7, 1941이며, "December seventh, nineteen forty-one" 또는 구어체로 "December the seventh, nineteen forty-one"이라고 말한다. 그러나 서수는 날짜를 쓰고 발음할 때 항상 사용되는 것은 아니며, December 7, 1941이라고 쓴 날짜의 발음으로 "December seven, nineteen forty-one"도 허용된다. 이 규칙의 주목할 만한 예외는 7월 4일 (미국 독립기념일)이다.

## 같이 보기
- 국제화와 지역화
- 날짜 변경선